# Werner Ostendorff
Werner Ostendorff, né le 15 août 1903 à Königsberg et mort le 1er mai 1945 à Bad Aussee, est un SS-Gruppenführer (général de division SS) et Generalleutnant der Waffen-SS dans la Waffen-SS durant la Seconde Guerre mondiale. Il commande la 2e division SS Das Reich et la 17e division SS Götz von Berlichingen.
Ostendorff est l'un des plus jeunes commandants de division dans la Waffen-SS.
Il est décoré de la croix de chevalier de la croix de fer avec feuilles de chêne et de la croix allemande en or.

## Biographie
Werner Ostendorff rejoint le 5 novembre 1925 le 1er régiment d'infanterie en tant qu'engagé volontaire de la Reichswehr. Il devient membre de la SS le 1er octobre 1935 inscrit sous le numéro 257 146 et rejoint le parti nazi plus tard (NSDAP) le 1er mai 1937 sous le numéro 4 691 488.
Il est promu sous-lieutenant (Leutnant) en mai 1930 et en juillet 1933 promu au grade de lieutenant Oberleutnant dans les forces aériennes de la Reichswehr à Jüterbog. Le 1er mars 1934, il rejoint la nouvelle armée de l'air allemande - Luftwaffe et en octobre 1935, il quitte la Luftwaffe pour s'engager dans les SS-Verfugungtruppe en tant que SS-Obersturmführer (grade équivalent à celui de lieutenant), au sein de la SS-Junkerschule (qui est l'école de formation des officiers de la S.S.) Bad Tölz. Le 30 janvier 1936, il est promu au grade de SS-Hauptsturmführer (capitaine) et il devint alors instructeur à la SS-Junkerschule. Le 17 août 1938, il devient chef de la 4e SS-Standarte Der Führer et le 1er juin 1939, il est nommé SS-Sturmbannführer (équivalent de commandant). Le même jour, il est commandant d'un bataillon SS, qui va participer le 1er septembre 1939 à l'invasion de la Pologne. 
Il prend ensuite part à la bataille de France  et il a alors la croix de fer. Le 13 décembre 1940, il est promu au grade de SS-Obersturmbannführer (équivalent du grade de lieutenant-colonel). Il participe ensuite à la campagne des Balkans, et en juin 1941 à l'invasion de la Russie (Opération Barbarossa). Après les batailles de Ushakovo à Smolensk, le 13 septembre 1941, il reçoit la croix de chevalier de la croix de fer. Le 1er mars 1942, il est promu SS-Standartenführer (équivalent du grade de colonel) et le 5 juin 1942 reçoit la croix allemande en or. En juillet 1942, il est Generalstabschef (chef d'état-major) du nouveau Corps Panzer SS et combat dans la bataille de Kharkov.
Le 20 avril 1943, il est promu SS-Oberführer (grade équivalent à celui de Ober dans l'armée allemande et sans équivalent au niveau de l'armée française) et prend le 26 novembre 1943 le commandement de la 17e SS-Panzergrenadier Götz-Division de Berlichingen en France. Le 20 avril 1944, il est promu au grade de SS-Brigadeführer (équivalent au grade de général de brigade) et Generalmajor de la Waffen-SS.  En juin 1944, il prend part à des combats en Normandie, où il est grièvement blessé à Carentan. À partir du 1er novembre 1944 jusqu'au 10 février 1945, il reprend le commandement pour la deuxième fois de la SS-Panzer-Grenadier-Division Götz von Berlichingen.
Le 1er décembre 1944, il est promu SS-Gruppenführer (grade équivalent à celui de général de division ) et Generalleutnant der Waffen-SS (général de niveau supérieur de la Waffen-SS) et chef d'état-major du Groupe d'armées Oberrhein. 
En tant que commandant de la 2e division SS Das Reich, Ostendorff est grièvement blessé le 9 mars 1945 à Székesfehérvár en Hongrie et il meurt le 1er mai 1945 dans un hôpital militaire à Bad Aussee en Autriche.

## Promotions grades
- Schütze : 2 novembre 1925
- Offizieranwärter : 1er avril 1926
- Gefreiter : 1er août 1927
- Unteroffizier : 1er octobre 1927
- Fähnrich : 1er août 1928
- Oberfähnrich : 1er août 1929
- Leutnant : 1er juin 1930
- Oberleutnant : 1er juillet 1933
- SS- Obersturmführer : 1er octobre 1935
- SS-Hauptsturmführer : 30 janvier 1938
- SS-Sturmbannführer : 1er juin 1939
- SS-Obersturmbannführer : 13 décembre 1940
- SS-Standartenführer : 1er mars 1942
- SS-Oberführer : 20 avril 1943
- SS-Brigadeführer und Generalmajor der Waffen-SS : 20 avril 1944
- SS-Gruppenführer und Generalleutnant der Waffen-SS : 1er décembre 1944

### Décorations notables
- Croix allemande en or(1942)
- Médaille du front de l'Est (1942)
- Croix de fer
  - 2e classe (1930)
  - 1re classe (1940)
- Bague d'honneur des SS
- Médaille des Sudètes
- Croix de chevalier de la croix de fer (1941)
  - feuilles de chêne (1945)
- Insigne de pilote
- Insigne d'assaut d'infanterie
- Insigne des blessés

### Littérature
- (en) Mark C. Yerger, Waffen-SS Commanders: Army, Corps, and Divisional Leaders, vol.2, Atglen, PA, Schiffer Military History, 1999